# MTV Russia Movie Awards
Премия «MTV Russia Movie Awards» (до 2009 года — «Кинонаграды MTV Россия») — российская версия американской премии MTV Movie Awards. Дебютировала в 2006 году и отмечала российские и международные фильмы.
MTV Russia Movie Awards является первым мероприятием такого рода, представляющим как российские, так и международные значимые фильмы на суд российского зрителя. Всех номинантов и победителей выбирают сами зрители посредством голосования.
С 2010 года данная премия не проводится.

## Церемонии
| Логотип | Церемония | Дата           | Место проведения                        | Ведущие                                         | Основные награды |
| ------- | --------- | -------------- | --------------------------------------- | ----------------------------------------------- | --- |
|         | 1         | 21 апреля 2006 | Кинотеатр «Октябрь»                     | Дмитрий Нагиев и Мила Йовович                   | • Лучший фильм — «Дневной Дозор» (реж. Тимур Бекмамбетов) • Лучшая женская роль — Жанна Фриске («Дневной Дозор») • Лучшая мужская роль — Алексей Чадов («9 рота»)                            |
|         | 2         | 19 апреля 2007 | Кинотеатр «Пушкинский»                  | Иван Ургант и Памела Андерсон                   | • Лучший фильм — «Сволочи» (реж. Александр Атанесян) • Лучшая женская роль — Екатерина Федулова («Питер FM») • Лучшая мужская роль — Андрей Чадов («Живой»)                                  |
|         | 3         | 17 апреля 2008 | Кинотеатр «Пушкинский»                  | Дмитрий Нагиев, Маша Малиновская и Пэрис Хилтон | • Лучший фильм — «Ирония судьбы. Продолжение» (реж. Тимур Бекмамбетов) • Лучшая женская роль — Алёна Бабенко («Инди») • Лучшая мужская роль — Сергей Безруков («Ирония судьбы. Продолжение») |
|         | 4         | 23 апреля 2009 | Концертный зал «Барвиха Luxury Village» | Павел Воля и Ксения Собчак                      | • Лучший фильм — «Адмиралъ» (реж. Андрей Кравчук) • Лучшая женская роль — Елизавета Боярская («Адмиралъ») • Лучшая мужская роль — Константин Хабенский («Адмиралъ»)                          |

## Номинации
| Номинация | Номинация |
| --- | --- |
| - Лучший фильм - Лучшая мужская роль - Лучшая женская роль - Лучшая комедийная роль - Лучшая кинокоманда - Лучший кинозлодей - Прорыв года | - Лучший поцелуй - Лучшая драка или сражение - Лучший саундтрек - Лучший иностранный фильм - Лучший анимационный фильм - Самая зрелищная сцена |

## Приз

«Стакан с попкорном»

В 2006—2008 годах, в отличие от американской MTV Movie Awards на «Кинонаградах MTV Россия» вручалось не золотое ведёрко с поп-корном, а «хлопушка». Ведёрко с поп-корном вручалось на церемонии 2009 года.

## Рекорды
- Фильмы-лауреаты:
  - 5 — «Дневной Дозор» (из 11 номинаций);
  - 4 — «9 рота» (12), «Адмиралъ» (6);
  - 3 — «Сволочи» (6), «Ирония судьбы. Продолжение» (10), «Стиляги» (6);
  - 2 — «Живой» (5), «Питер FM» (6), «Бой с тенью 2: Реванш» (4).

- Фильмы-номинанты:
  - 12 — «9 рота» (при 4 премиях);
  - 11 — «Дневной Дозор» (5);
  - 10 — «Бой с тенью» (0), «Ирония судьбы. Продолжение» (3);
  - 9 — «Турецкий гамбит» (1);
  - 7 — «Волкодав» (1), «Жара» (1).

## Скандал с Владимиром Меньшовым
На премии 2007 года известный режиссёр Владимир Меньшов, который должен был вручить главный приз фильму «Сволочи», отказался сделать это, увидев название победившего фильма. Когда Владимир вскрыл конверт и увидел, что обладателем приза стала лента «Сволочи», он сказал, что не намерен вручать премию фильму, порочащему честь страны, бросив на сцену конверт с результатом голосования».

Я надеялся, что пронесёт — не пронесло. Вручать приз за лучший фильм этому фильму, достаточно подлому и позорящему мою страну, я попросил бы Памелу Андерсон. Я, к сожалению, этого делать не буду. До свидания.

На церемонии 2009 года MTV решило учредить номинацию «Лучший советский фильм», чтобы помириться с известным режиссёром. Лауреатом стал фильм «Москва слезам не верит».